# Curtis Strange
Curtis Strange, né le 30 janvier 1955 à Norfolk, est un golfeur américain
Joueur majeur des années 1980, il obtient deux titres Majeurs en 1988 et 1989 lors de l'US Open de golf. Depuis cette dernière victoire, il n'a pas réussi à remporter un nouveau titre sur le PGA Tour.

## Palmarès

### Ryder Cup
- Capitaine de la sélection américaine en 2002 (défaite)
- Participation en 1985, 1987, 1989 (égalité, la Coupe reste à l'Europe), 1995
- 5 victoires, 3 défaites, 2 nuls

### Majeurs
- US Open de golf 1988, 1989

### PGA Tour
- 1979  Pensacola Open
- 1980  Michelob-Houston Open,  Westchester Classic
- 1983  Sammy Davis Jr.-Greater Hartford Open
- 1984  Lajet Golf Classic
- 1985  Honda Classic,  Panasonic Las Vegas Invitational,  Canadian Open
- 1986  Houston Open
- 1987  Canadian Open,  Federal Express St. Jude Classic,  NEC World Series of Golf
- 1988  Independent Insurance Agent Open, Memorial Tournament,  The Tour Championship

### Autres victoires
- 1986 ABC Cup
- 1988 Sanctuary Cove Classic
- 1989 Palm Meadows Cup, PGA Grand Slam of Golf
- 1993 Greg Norman's Holden Classic